# The Divergent Series: Insurgent
The Divergent Series: Insurgent (bra: A Série Divergente: Insurgente; prt: Insurgente) é um filme estadunidense de 2015, dos gêneros ficção científica, ação, romance e aventura, dirigido por Robert Schwentke, com roteiro baseado no bestseller mundial Insurgente, o segundo livro da trilogia Divergente, escrita por Veronica Roth. 
Nesta sequência do filme Divergente, de 2014, Robert Schwentke assumiu o papel de Neil Burger, que se tornou produtor-executivo do filme.

## Sinopse
Tris (Shailene Woodley) e Quatro (Theo James) agora são fugitivos e caçados por Jeanine (Kate Winslet), líder da Erudição. Em busca de respostas e assombrados por prévias escolhas, o casal enfrentará inimagináveis desafios enquanto tentam descobrir a verdade sobre o mundo em que vivem.

## Elenco
- Shailene Woodley como Beatrice "Tris" Prior
- Theo James como Tobias Eaton "Quatro"
- Kate Winslet como Jeanine Matthews
- Octavia Spencer como Johanna Reyes
- Daniel Dae Kim como Jack Kang
- Ray Stevenson como Marcus Eaton
- Zoë Kravitz como Christina
- Miles Teller como Peter Hayes
- Maggie Q como Tori Wu
- Naomi Watts como Evelyn Johnson-Eaton
- Suki Waterhouse como Marlene
- Ashley Judd como Natalie Prior
- Jai Courtney como Eric Couter
- Rosa Salazar como Lynn
- Ansel Elgort como Caleb Prior
- Emjay Anthony como  Hector
- Mekhi Phifer como Max
- Janet McTeer como Edith Prior
- Keiynan Lonsdale como Uriah Pedrad
- Jonny Weston como Edgar

## Dublagem brasileira
Estúdio de dublagem - Delart
Produção
- Direção de Dublagem: Manolo Rey[5]
- Cliente: Paris Filmes[5]
- Tradução: Manolo Rey[5]
- Técnico(s) de Gravação: Luiz Martins e Marcos Vinni[5]
- Mixagem: Gustavo Andriewiski[5]

Elenco
- Tris: Luisa Palomanes[5]
- Quatro: Philippe Maia[5]
- Jeanine: Mônica Rossi[5]
- Evelyn: Izabel Lira[5]
- Peter: Manolo Rey[5]
- Eric: Léo Martins[5]
- Caleb: Wirley Contaifer
- Kang: Ettore Zuim[5]
- Marcus: Hercules Franco[5]
- Christina: Fabiana Aveiro[5]
- Natalie: Andrea Murucci[5]
- Edgar: Sérgio Cantú[5]
- Tori: Angélica Borges[5]
- Uriah: Rodrigo Oliveira[5]
- Max: Mauro Horta[5]
- Johanna: Vânia Alexandre[5]
- Lynn: Louise Schachter[5]
- Hector: João Victor Granja[5]

## Trilha sonora
| Música                                      | Roterista(s)                               | Artista(s)                      | Duração |
| ------------------------------------------- | ------------------------------------------ | ------------------------------- | ------- |
| "Holes in the Sky"                          | Anthony Gonzalez, Dia Frampton             | M83 com Haim                    | 04:21   |
| "Blood Hands"                               | Mike Kerr, Ben Thatcher                    | Royal Blood                     | 03:07   |
| "Never Let You Down"                        | Woodkid, Lykke Li Zachrisson, Jeff Bhasker | Woodkid com Lykke Li Zachrisson | 04:32   |
| "The Heart of You"                          | Anna Calvi, Andrew Wyatt e Adrian Utley    | Anna Calvi                      | 05:49   |
| "Sacrifice"                                 | Dia Zella, Xandy Barry e Wally Gagel       | Dia Zella                       | 04:00   |
| "Carry Me Home"                             | Sohn                                       | Sohn                            | 04:09   |
| "Warriors"                                  | Dan Reynolds                               | Imagine Dragons                 | 02:52   |
| "Convergence - Score Suite From Insurgent " |                                            | Joseph Trapanese                | 04:04   |

TOTAL: 31:11

## Recepção

### Crítica
No agregador de críticas Rotten Tomatoes, que categoriza as opiniões apenas como positivas ou negativas, o filme tem um índice de aprovação de 28% calculado com base em 207 comentários dos críticos. Por comparação, com as mesmas opiniões sendo calculadas usando uma média aritmética ponderada, a nota é 5.0/10 que é seguida do consenso: "Shailene Woodley dá tudo de si, mas Insurgente ainda é um retrocesso retumbante para uma franquia que luta para se distinguir da multidão distópica YA [ficção para jovens adultoa]".
Já no agregador Metacritic, que calcula as notas usando somente uma média aritmética ponderada a partir das avaliações de 40 críticos que escrevem em maioria para a imprensa tradicional, o filme tem uma pontuação de 42 entre 100, com a indicação de "revisões mistas ou neutras".
O Cineviews afirma que "Insurgente é o primeiro ótimo blockbuster de 2015". Já o Em Cartaz, trata a continuação como "Promessa não cumprida".

### Público
No CinemaScore, a nota média que o público deu ao filme foi "A-" em uma escala de A+ a F.